# Sjenica (Srbija)
Sjenica (srpski: Сјеница) je grad u Srbiji.

## Zemljopisni položaj
Sjenica se nalazi na zapadu Sandžaka. Površine je 1059 km², pa po tom parametru spada u veće općine Republike Srbije. Sjenica se nalazi u sjeničkoj kotlini na desnoj strani rijeke Uvac i obalama male rijeke Grabovice. Zemljopisno i ekonomski predstavlja središte Pešterske visoravni. Prema popisu stanovništva iz 2002. godine Sjenica ima oko 25.000 stanovnika koji naseljavaju 100-tinjak naselja. U njoj žive Bošnjaci (77 %), Srbi (22 %), Crnogorci i ostali. Nalazi se na putu Novi Pazar – Sjenica – Nova Varoš koji spaja Ibarsku magistralu sa Zlatiborskom magistralom pa ima dobre prometne veze s istokom i zapadom Sandžaka. 
U okolici Sjenice nalaze se veće planine Jadovnik (1734 m), Zlatar (1627 m), Giljeva (1617 m), Javor (1520 m) i Golija (1833 m). Od poznatijih privrednih organizacija tu su: Tvornica lasteksa i ženske modne konfekcije "Vesna", Rudnik ugljena "Štavalj", Poljoprivredno-šumarski kombinat "Pešter" koji se bavi ratarskom i stočarskom proizvodnjom, otkupom poljoprivrednih proizvoda. 
Kompleks Sjeničko-pešterske visoravni je pretežno planinskog karaktera. Sjenica je i u Europi poznata kao vrlo hladan kraj, pa se u zimskim danima često ubraja u najhladnija mjesta Europe. Pešterska visoravan je poznata po svojim predispozicijama za uzgoj ovaca i goveda, od kojih se proizvodi vrlo ukusan i cijenjen „sjenički“ sir i kačkavalj.

## Povijest
Sjenica se prvi put spominje 1253. godine kao mjesto na dubrovačkom putu, gdje su pristajali i plaćali carinu dubrovački trgovci. Zbog svog geostrateškog i političkog položaja u 19. stoljeću, Sjenica je smatrana vrlo važnom točkom, pa su prema njoj bile usmjeravane vojne operacije, tako je bilo i u Prvom srpskom ustanku kojim je rukovodio Karađorđe. Sjenica im je bila usputna stanica na putu k Novom Pazaru i Rogozni.
U Prvom balkanskom ratu, srpska vojska je zauzela Sjenicu 10. listopada 1912. godine. Od 1913. godine, Bukureštanskim sporazumom, Sjenica kao i sjeverna polovina Sandžaka, Kosovo i veći komad današnje Sjeverne Makedonije su pripali Srbiji.
Krajem Drugog svjetskog rata snage narodno-oslobodilačke vojske Jugoslavije su ušle u Sjenicu na 9. siječnja 1945. godine.

## Vanjske poveznice
- Informacije o općini Sjenica